# Karen Cashman
Karen Cashman (15 dicembre 1971) è un'ex pattinatrice di short track statunitense.

## Palmarès

### Olimpiadi
- Bronzo a Lillehammer 1994 nella staffetta 3000 metri.